# Lomelosia prolifera
Lomelosia prolifera är en tvåhjärtbladig växtart som först beskrevs av Carl von Linné, och fick sitt nu gällande namn av W. Greuter och Burdet. Lomelosia prolifera ingår i släktet Lomelosia och familjen Dipsacaceae. Inga underarter finns listade i Catalogue of Life.

## Bildgalleri

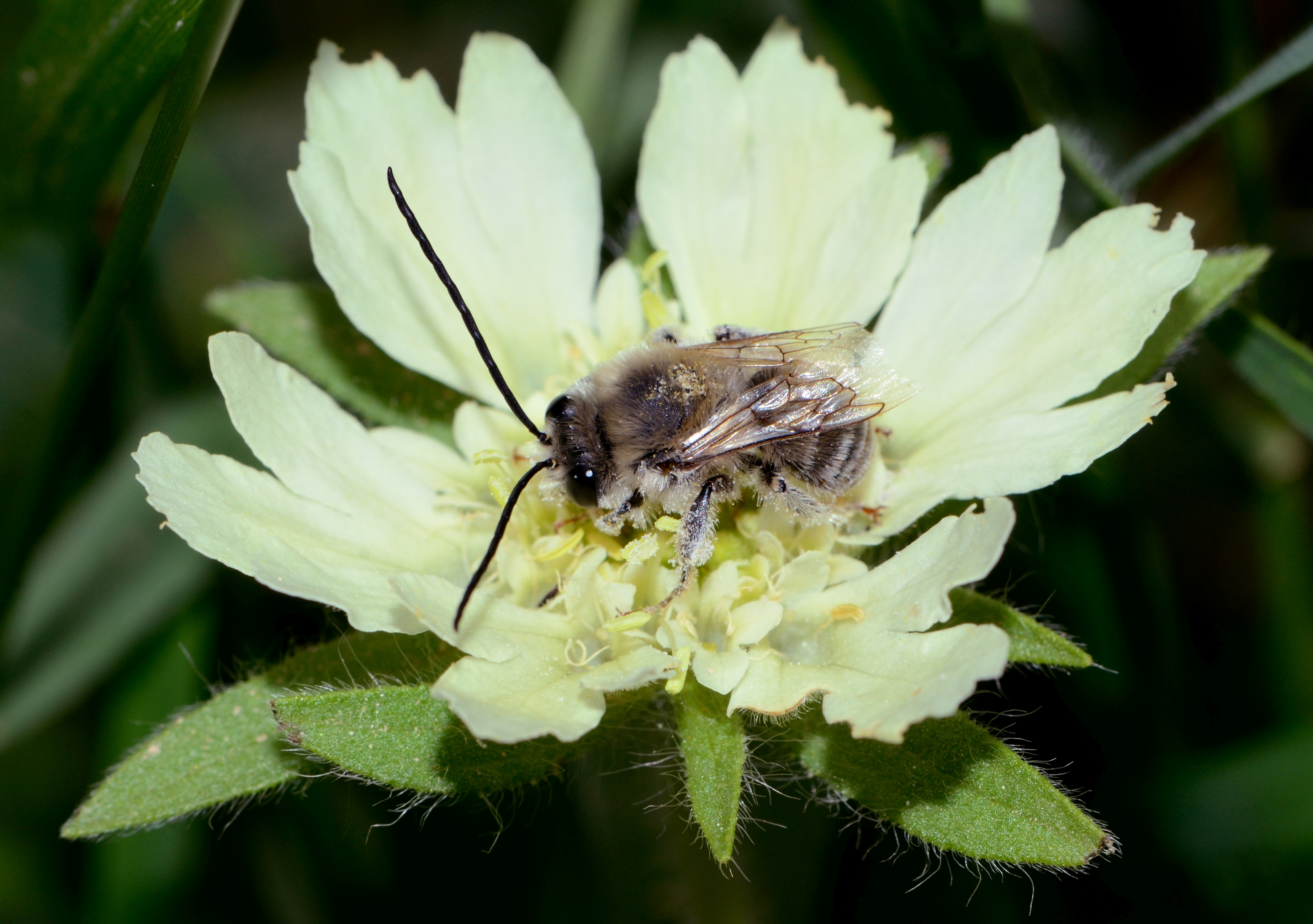
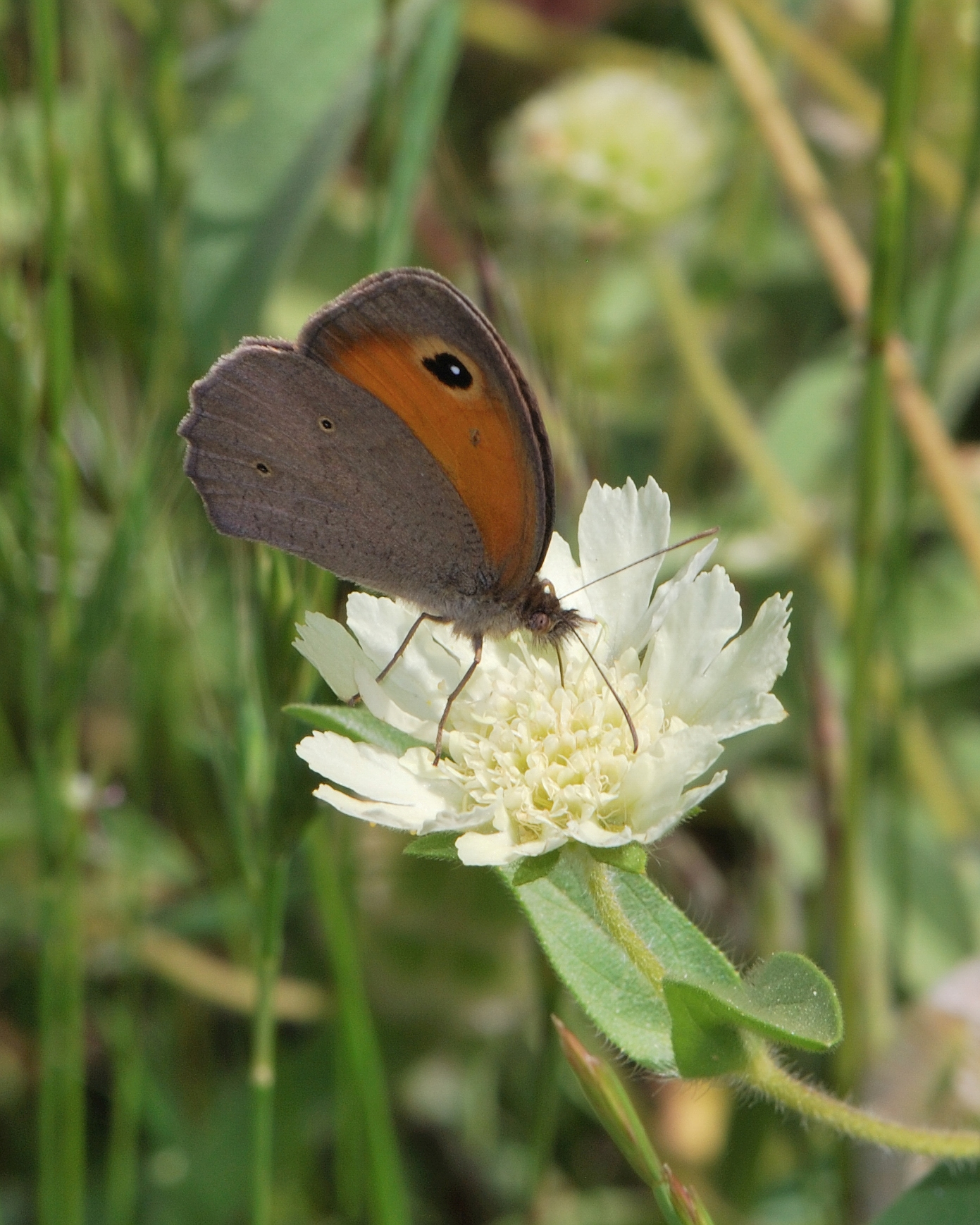
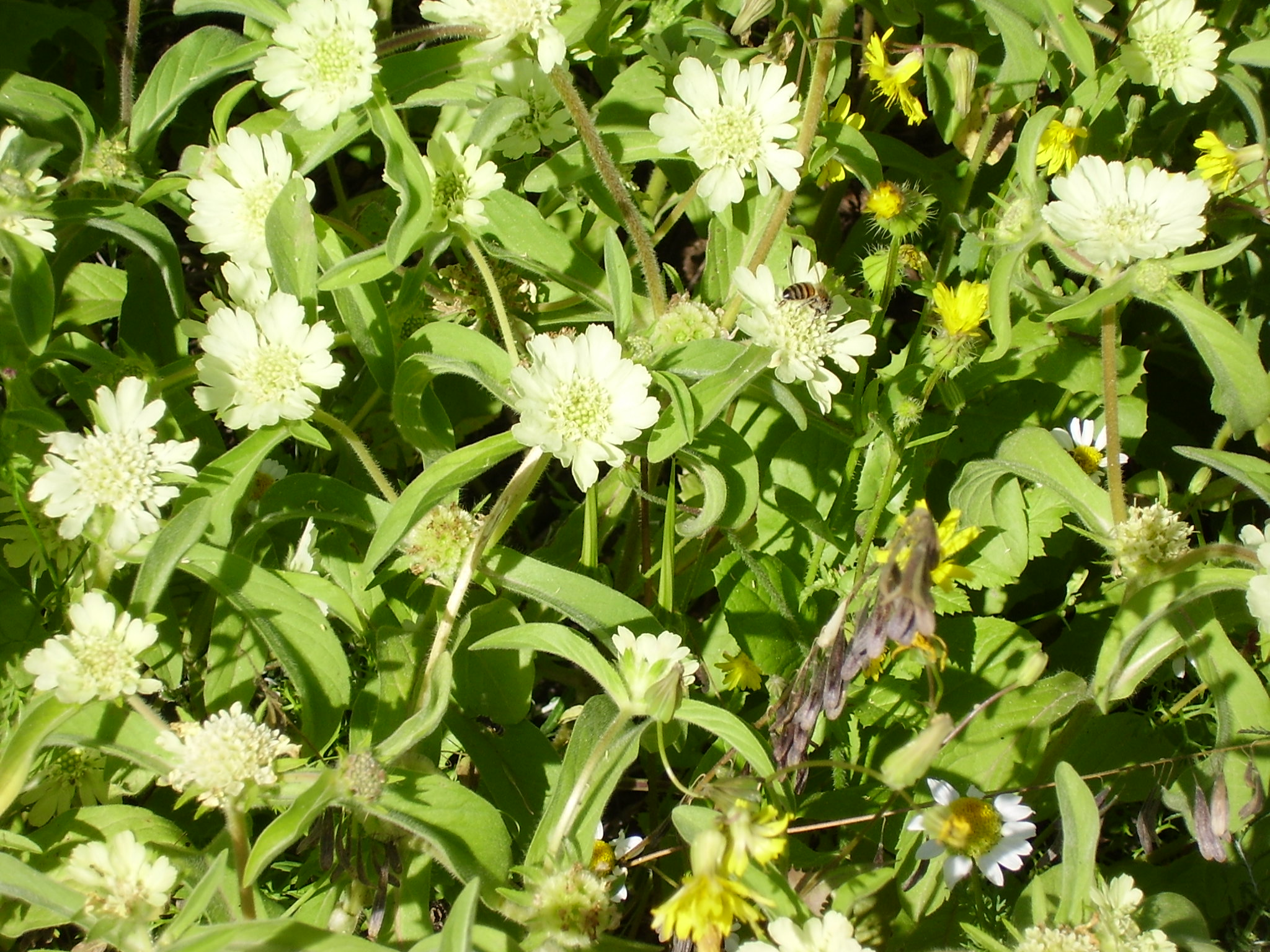
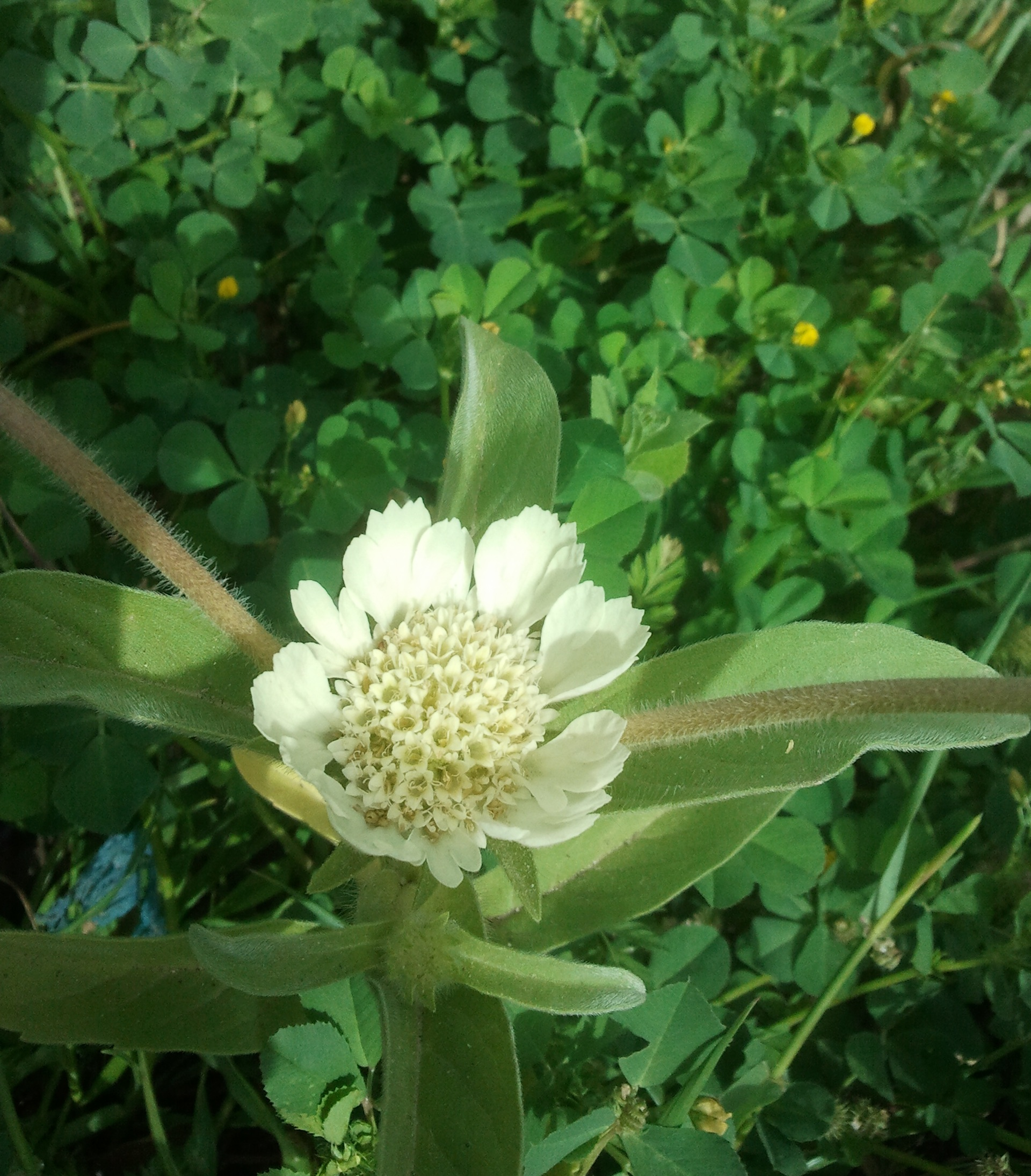
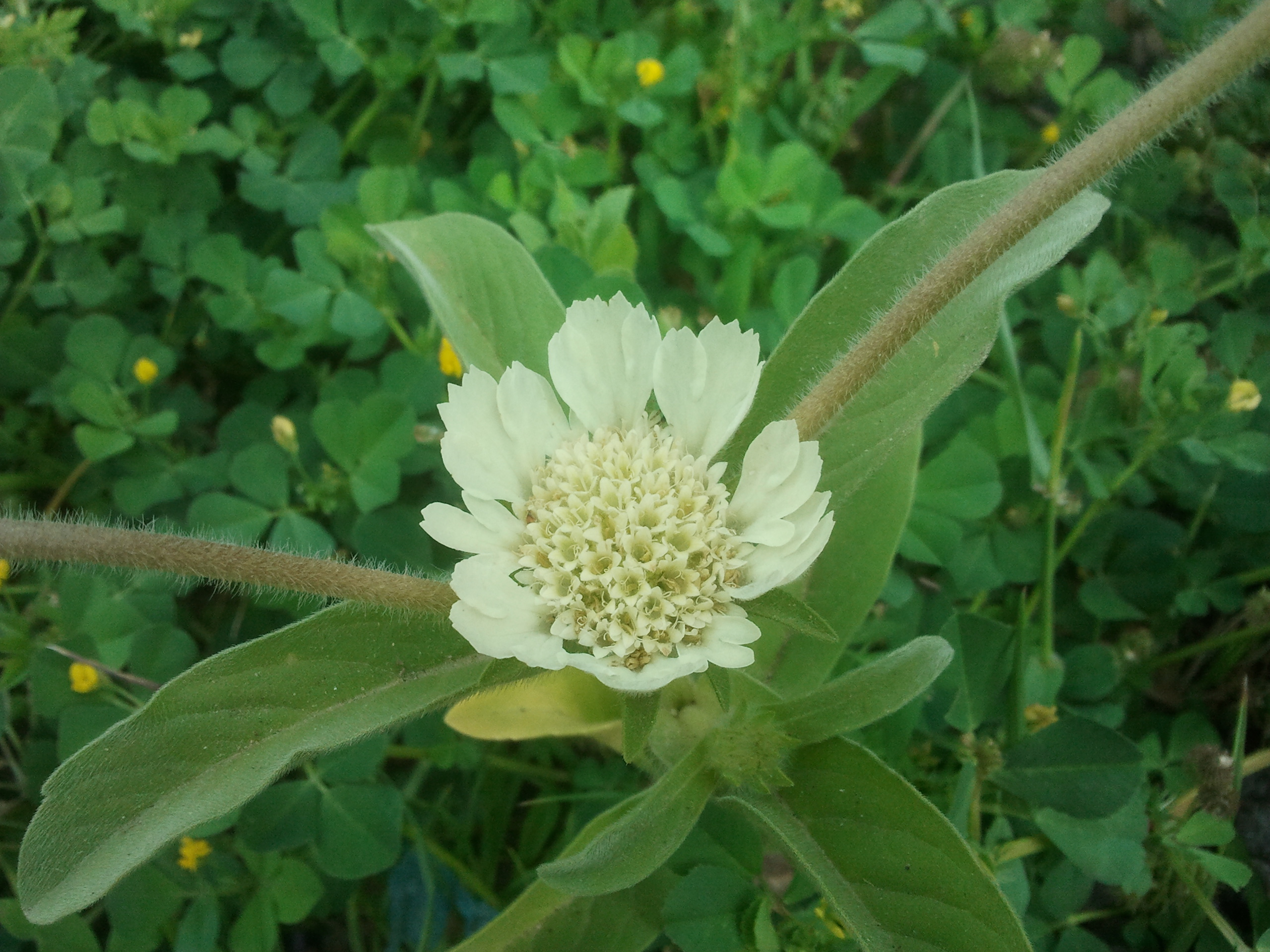
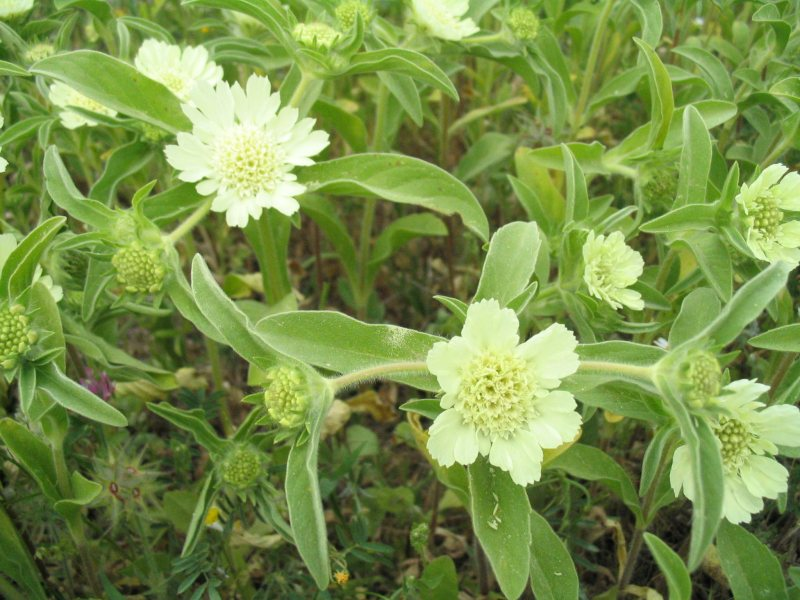